# Мхлуме Юнайтед
Футбольний клуб «Мхлуме Юнайтед» або просто Мхлуме Юнайтед (англ. Mhlume United Football Club) — свазілендський футбольний клуб, який базувався у місті Мхлуме. 

## Історія
Мхлуме Юнайтед був створений в період між закінченням сезону 1992 року та початком сезону 1993 років в місті Мхлуме шляхом злиття двох місцевих команд, ФК «Мхлуме» та «Мхлуме Пісмейкерс». Сезон 1992 року у Прем'єр-лізі ФК «Мхлуме» завершиа на 6-му місці, а «Мхлуме Пісмейкерс» — на останньому 12-му місці. У сезоні 1993 роки команда дебютувала в свазілендській Прем'єр-лізі. До 1997 року команда виступала під назвою — Мхлуме ФП Юнайтед, а з 1998 року — під нинішньою назвою. Всі сезони «Мхлуме Юнайтед» провів у вищій лізі.
Клуб (в той час, як «Мхлуме Пісмейкерс») виграв чемпіонат в сезоні 1980/81 років, свій єдиний чемпіонський титул, а також виграв Кубок Свазіленду 2000 року (свій єдиний національний кубок).
На міжнародній арені клуб дебютував у Кубку африканських чемпіонів 1982 року, але припинили боротьбу вже у другому раунді турніру, після поразки за сумою двох поєдинків від представника Мадагаскару АС Сомасуд.
Перед початком сезону 2005/06 років команда об'єдналася з ФК «Сімун'є» в новий клуб — РССК Юнайтед.

## Досягнення
- Свазілендська МТН Прем'єр-ліга:
  -  Чемпіон (1): 1981 (як «Пісмейкерс Хлуме»)

- Кубок Свазіленду з футболу‎:
  -  Володар (1): 2000

## Статистика виступів на континентальних турнірах
| Сезон | Турнір                       | Раунд | Клуб         | Вдома | На виїзді | Загалом |
| ----- | ---------------------------- | ----- | ------------ | ----- | --------- | ------- |
| 1982  | Кубок африканських чемпіонів | 1     | Брати Масеру | 1-0   | 2-2       | 3-2     |
| 1982  | Кубок африканських чемпіонів | 2     | АС Сомасуд   | 2-0   | 0-4       | 2-4     |